# Țareuca, Rezina
Țareuca este satul de reședință al comunei cu același nume  din raionul Rezina, Republica Moldova.

## Așezarea geografică
Satul Țareuca, raionul Rezina. Situat lângă traseul internațional Orhei – Rezina, la 6 km de centrul raional, 100 de km de la Chișinău și la 16 km de la calea ferată.

## Istoria satului
Satul Țareuca s-a numit cândva Țărani. A fost înființat în anul 1468 din porunca lui Ștefan cel Mare. După biruința de la Lipnic, Ștefan cel Mare, după cum avea domnitorul obiceiul i-a împroprietărit (cu pământ) pe trei viteji „pentru slujbă dreaptă și credincioasă”. Domnitorul a stabilit pe acest teritoriu trei arcași ai săi: Lefter, Doibani și Stăvilă.
Ei au începuta să lucreze pământul, dar au năvălit din nou tătarii și-au fost nevoiți să se retragă în munții Carpați. Familia Doibani nu s-a întors din munți. Locul unde au trăit se numește până azi Doibănița.

## Personalități
- Ștefan Tiron, autor al peste 30 de articole științifice, coautor a două manuale, a tradus în limba română 27 de manuale de fizică, astronomie, cărți de popularizare a științei.
- Valeriu Streleț, Prim-ministru al Republicii Moldova, fost deputat în Parlamentul Republicii Moldova
- Ion Cuzuioc, scriitor și medic, a editat peste 40 de cărți de epigrame, aforisme, proză, versuri, cronici literare